# 杜埃拉方丹
杜埃拉方丹（法語：Doué-la-Fontaine，法語發音：[dwe la fɔ̃tɛn] ⓘ）是法国曼恩-卢瓦尔省的一个旧市镇，属于索米尔区。2016年12月30日，杜埃拉方丹和相邻的7个市镇合并为新市镇安茹地区杜埃（Doué-en-Anjou），杜埃拉方丹为政府驻地。

## 地理
杜埃拉方丹（47°11'35"N, 0°16'32"W）面积35.9 平方千米，位于法国卢瓦尔河地区大区曼恩-卢瓦尔省，该省份为法国西部内陆省份，大致对应安茹地区，北起顺时针与马耶讷省、萨尔特省、安德尔-卢瓦尔省、维埃纳省、德塞夫勒省、旺代省、大西洋卢瓦尔省和伊勒-维莱讷省接壤。
与杜埃拉方丹接壤的市镇（或旧市镇、城区）包括：卢雷斯-罗什默尼耶、布罗赛、莱永河畔孔库尔松、代讷泽苏杜埃、福尔日、蒙福尔、莱永河畔圣乔治、沃代尔奈、莱永河畔莱韦尔谢。

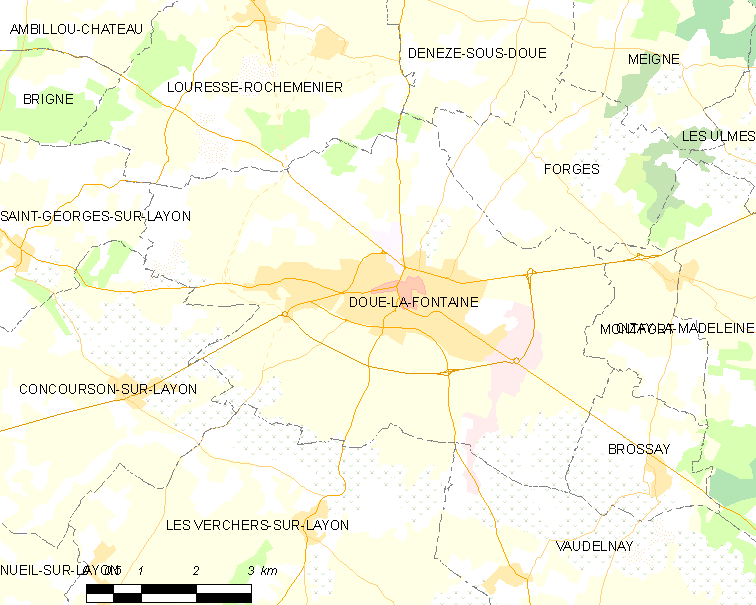
杜埃拉方丹的OSM定位图

杜埃拉方丹的时区为UTC+01:00、UTC+02:00（夏令时）。

## 行政
杜埃拉方丹的邮政编码为49700，INSEE市镇编码为49125。

## 政治
杜埃拉方丹所属的省级选区为安茹地区杜埃县。

## 人口

1962-2008年间杜埃拉方丹人口变化图示

杜埃拉方丹于2018年1月1日时的人口数量为7686人。